# Іванова Галина Іванівна
Галина Іванівна Іванова (нар. 28 серпня 1974) — українська футболістка, півзахисниця.

## Життєпис
Футбольну кар'єру розпочала у першоліговому клубі «Іскра» (Запоріжжя). Допомогла команді виграти Першу лігу та здобути путівку до елітного дивізіону українського чемпіонату. Наступного року дебютувала у Вищій лізі. У вищій лізі зіграла 21 матч та відзначилася 2-а голами.
У 1994 році перейшла до столичної «Аліни». У складі столичного клубу виступала 4 сезони, у Вищій лізі зіграла 55 матчів та відзначилася 12-а голами. Допомогла «Аліні» вигати чемпіонат України та стати дворазовим володарем кубку країни. По завершенні сезону 1997 року, незважаючи на «золотий дубль», через фінансові проблеми київський клуб припинив існування. Всі гравці та персонал клубу отримали статус вільних агентів.
У 2000 році перейшла до столичного клубу «Київська Русь». У вищій лізі зіграла 5 матчів та відзначилася 3-а голами. Наступного року підсилила «Легенду». У складі чергівського колективу провела два сезони, у Вищій лізі України зіграла 13 матчів та відзначилася 10-а голами. Разом з «Легендою» по два рази вигравала чемпіонат України та національний кубок. По завершенні сезону 2002 року залишила чернігівський колектив.
У 2004 році опинилася в сумському «Спартаку». У Вищій лізі зіграла 10 матчів та відзначилася 8-а голами. По завершенні сезону 2004 року залишила сумський колектив.

## Досягнення
«Іскра» (Запоріжжя)
- Перша ліга чемпіонату України
  -  Чемпіон (1): 1992

«Аліна» (Київ)
- Вища ліга чемпіонату України
  -  Чемпіон (1): 1997
  -  Срібний призер (2): 1995, 1996
  -  Бронзовий призер (1): 1994

- Кубок України
  -  Володар (2): 1995, 1997
  -  Фіналіст (2): 1994, 1996

«Київська Русь»
- Вища ліга чемпіонату України
  -  Бронзовий призер (1): 2000

«Легенда»
- Вища ліга чемпіонату України
  -  Чемпіон (2): 2001, 2002

- Кубок України
  -  Володар (2): 2001, 2002

«Спартак» (Суми)
- Вища ліга чемпіонату України
  -  Бронзовий призер (1): 2004